# Antiopi Melidoni
Antiopi Melidoni (* 11. Oktober 1977 in Athen) ist eine ehemalige griechische Wasserballspielerin.

## Karriere
Melidoni gewann mit der Griechischen Olympiamannschaft bei den Olympischen Sommerspielen 2004 in Athen die Silbermedaille. Bei den Weltmeisterschaften 2011 konnte sie mit der griechischen Mannschaft die Goldmedaille gewinnen.